# 強制性公積金計劃管理局

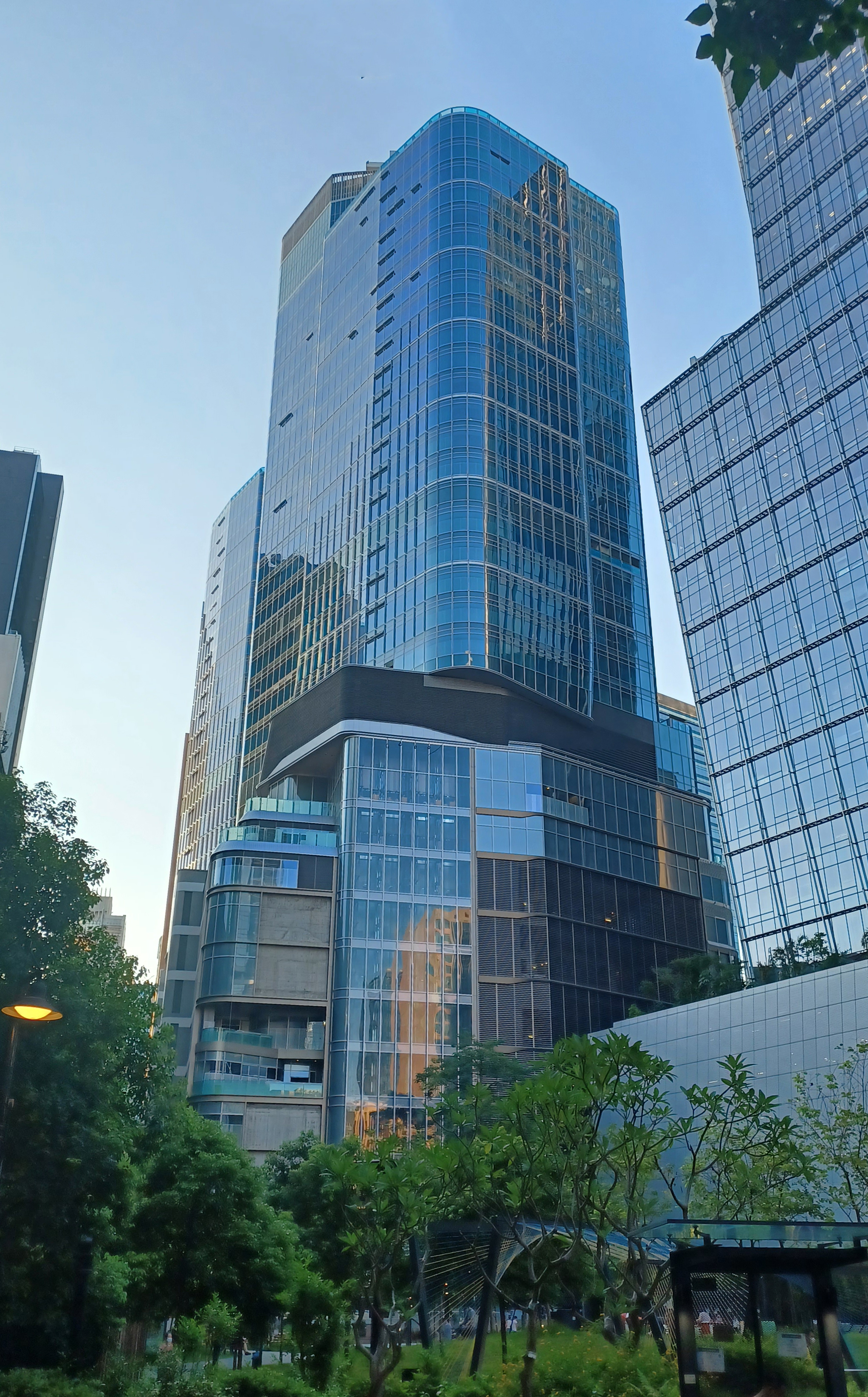
積金局辦事處所在大廈──The Millennity1座（圖中）

強制性公積金計劃管理局（英語：Mandatory Provident Fund Schemes Authority），簡稱強積金管理局、積金局或MPFA，是香港法定機構之一，根據《香港法例》《強制性公積金計劃條例》於1998年9月成立，專門負責規管及監督強制性公積金計劃的運作。

## 積金易
積金易平台有限公司在2021年3月5日成立，是積金局的全資附屬公司，目的是建立和營運積金易平台。自2024年6月起，積金易平台將以系統營運者身份，陸續接替各強積金計劃行政管理人的行政管理工作。

## 歷任首長
主席︰
- 李業廣（1998年－2007年）
- 范鴻齡（2007年－2009年3月17日）
- 胡红玉（2009年3月17日－2015年3月17日）
- 黃友嘉（2015年3月17日－2021年3月17日）
- 劉麥嘉軒（2021年3月17日－）

行政總監︰
- 黃志光（署任；1999年2月2日－2000年5月31日）
- 許仕仁（2000年6月1日－2003年6月30日）[3][4]
- 陳唐芷青（署理行政總監︰2003年7月1日－2004年6月30日，行政總監︰2004年7月1日－2018年6月30日）[5]
- 羅盛梅（行政總監︰2018年7月1日－2021年6月9日）[6]
- 鄭恩賜（署理行政總監︰2021年6月10日－2022年6月9日，行政總監︰2022年6月10日－）[7]

## 組織架構
主席
- 劉麥嘉軒，BBS，JP

董事
（非執行董事）
- 林振昇議員
- 鄧家彪議員，BBS，JP
- 劉恩沛女士
- 蔡加讚先生，BBS，JP
- 彭一庭先生
- 王磊博士，JP
- 黃麗君女士
- 許正宇，GBS，JP （當然成員：財經事務及庫務局局長）
- 孫玉菡，JP （當然成員：勞工及福利局局長）
- 吳永嘉議員

執行董事
- 鄭恩賜先生（行政總監）
- 許慧儀女士（營運總監及執行董事）
- 劉家麒先生（機構事務總監及執行董事）
- 鄭兆勛女士（執行董事（政策））

## 外部連結
- 強制性公積金計劃管理局（页面存档备份，存于）
- 積金局官方Facebook專頁（页面存档备份，存于）
- 積金易平台有限公司
- 香港強積金網（页面存档备份，存于）